# 위고 에키티케
위고 에키티케(프랑스어: Hugo Ekitike, 2002년 6월 20일, ~ )는 프랑스의 축구 선수이다. 그의 포지션은 스트라이커로, 현재 잉글랜드 프리미어리그의 리버풀에서 활약하고 있다.